# Edineț
Edineț es una ciudad de la República de Moldavia, capital del distrito homónimo al norte del país.
Según el censo de 2014 la ciudad contaba 20 200 habitantes. En 2004 la población estaba compuesta por un 56,82% de moldavos-rumanos, 21,72% de rusos y 17,16% de ucranianos.
Fundada en 1431 y elevada a ciudad en 1940. Posee un hotel de una estrella, un cibercafé usado frecuentemente por turistas y varios restaurantes, tales como "La cămin", "Arina", "La castel", etc.
Se encuentra en el centro del raión, a medio camino entre las ciudades de Briceni y Rîșcani.